# Čašice
Čašice (Sarcoscypha) je rod gliv zaprtotrosnic in tipski rod družine čašičark (Sarcoscyphaceae). Vrste čašic so prisotne v Evropi, Severni Ameriki in tropski Aziji. Zanje je značilen čašasti trosnjak, ki je pogosto svetlo obarvan. Nekateri člani družine, kot sta S. coccinea in glede na nova spoznanja bolj pogosta S. austriaca v zahodni Evropi in Združenih državah Amerike, imata svetlo škrlatne trosnjake, ki so jim dali pripadajoči imeni škrlatna in cinobrasta čašica.
Ime izvira iz grške besede skyphos, ki pomeni posoda za pitje.
Anamorfne oblike so dobile rodovno ime Molliardiomyces, vendar velja slednje ime za sinonim in se ne uporablja več.
Trenutno je opisanih 34 različnih vrst čašic.

## Opis
Vrste iz rodu čašic imajo čašaste trosnjake (apotecije), ki so običajno obarvani svetlo rdeče ali rumeno, čeprav obstajajo tudi brezbarvne različice. Apotecij ima običajno bet, čeprav se včasih zdi, kot da je pritrjen neposredno na podlago. Mešički so valjaste oblike, debelih sten in imajo pokrov, ki se odpre pred izpustom trosov.

### Anamorfna oblika
Anamorfne ali nepopolne glive so tiste, za katere se zdi, da v svojem življenjskem ciklu nimajo spolne stopnje in se običajno razmnožujejo s procesom mitoze v strukturah imenovanih konidiji. V nekaterih primerih se spolna stopnja - teleomorfa - kasneje identificira in med vrstama se vzpostavi povezava med teleomorfo in anamorfo. Mednarodni kodeks botanične nomenklature je prej dovoljeval priznavanje dveh (ali več) imen za en in isti organizem, enega na podlagi teleomorfe, drugo pa je bilo omejeno na anamorfo; ta praksa je bila ustavljena leta 2011. Anamorfno stanje S. coccinea je Molliardiomyces eucoccinea, ki jo je prvi opisal Marin Molliard leta 1904. Leta 1972 je John W. Paden ponovno opisal anamorfo, vendar tako kot Molliard ni uspel podati popolnega opisa vrste. Leta 1984 je Paden ustvaril nov rod Molliardiomyces, ki je vseboval anamorfne oblike več vrst čašic, z Molliardiomyces eucoccinea kot tipsko vrsto. Ta oblika proizvaja brezbarvne konidiofore (posebna stebla, ki nosijo konidije), ki so običajno nepravilno razvejani in merijo 30–110 × 3,2–4,7 µm. Konidiji so elipsoidne do jajčaste oblike, gladke, prosojne in veliki 4,8–16,0 × 2,3–5,8 µm; ponavadi se kopičijo v "sluzastih masah". 

## Habitat
Pripadniki čašičark (Sarcoscyphaceae) rastejo kot gniloživke na odmrlem lesu, zlasti v primeru čašic na večinoma vlažnih vejah listavcev, pogosto v povezavi z vlažnimi mahovi. Obstaja močna povezava z vlažnimi kraji in severno ležečimi pobočji. Tipične lokacije vključujejo gozdove v vlažnih dolinah potokov. Večina vrst se pojavi pozno pozimi ali zgodaj spomladi na odmrlem lesu, v katerem raste micelij, čeprav se v nekaterih primerih zdi, da trosnjak izhaja iz mahu ali listja. Zaradi njihovih živih barv v gozdovih, v katerih se pomladanska rast še ni začela, zelo izstopajo.
V območjih s celinskim podnebjem se plodovi lahko razvijejo pod snegom in se pokažejo šele ob otoplitvi.

## Filogenija
Filogenetska sorodstva v rodu čašic je analiziral Francis Harrington v poznih 1990-ih. Analiza kladov je kombinirala primerjavo zaporedij ITS v nefunkcionalni RNK in petnajstih tradicionalnih morfoloških značilnosti, kot so značilnosti trosov, oblika trosnjaka in stopnja kodravosti laskov. Na podlagi te analize en večji klad vključuje vrste S. austriaca, S. macaronesica, S. knixoniana and S. humberiana, drugi pa S. korfiana, S. occidentalis, S. mesocyatha, S. dudleyi, S. emarginata in S. hosoyae. Medtem, ko je S. jarvensis sestrska vrsta vsem ostalim.

## Seznam čašic Slovenije[8]
| znanstveno ime        | slovensko ime     | slika |
| --------------------- | ----------------- | ----- |
| Sarcoscypha austriaca | cinobrasta čašica |       |
| Sarcoscypha coccinea  | škrlatna čašica   |       |